# James Marape

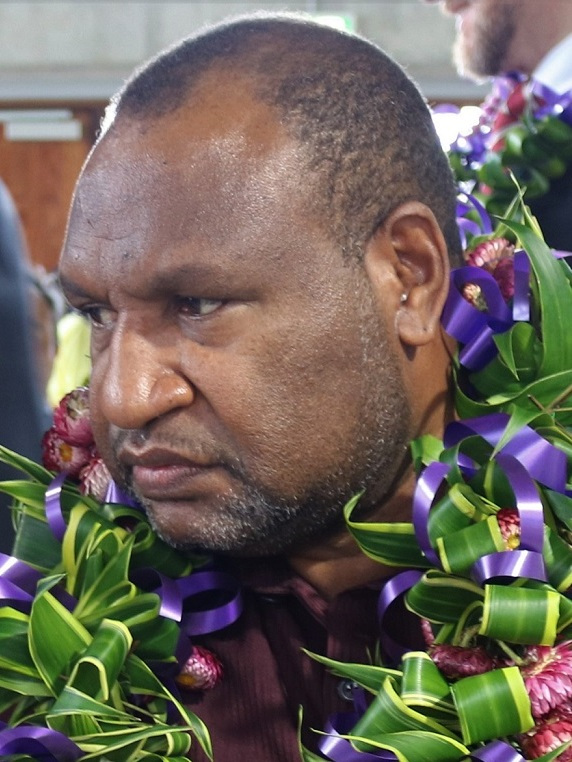
James Marape (2019)

James Marape (* 24. April 1971 in Minj) ist ein papua-neuguineischer Politiker und seit dem 30. Mai 2019 Premierminister von Papua-Neuguinea.

## Leben
Marape kam 1971 in Minj, wohin sein Vater als Pastor der Siebenten-Tags-Adventisten gekommen war, zur Welt. Er gehört der in der Provinz Hela beheimateten Ethnie der Huli an.
Nach dem Besuch der Primarschule in Minj und der Kabiufa Adventist Secondary School in Goroka studierte er an der University of Papua New Guinea, machte 1993 den Bachelor und schloss 2000 mit einem Post Graduate Honours Degree für Umweltwissenschaften (Environmental Science) ab.
Marape ist verheiratet und hat sechs Kinder. Er gehört der Seventh-Day-Adventist Church an.

## Politik
Von 2001 bis 2006 war Merape als stellvertretender Politiksekretär tätig. Ab 2002 war er zunächst Mitglied der People’s Progress Party (PPP), zog jedoch als Kandidat der National Alliance Party 2007 erstmals in das Nationalparlament Papua-Neuguineas ein, wo er den Distrikt Tari-Pori der Provinz Hela repräsentiert. Zuerst, ab 2007 Parlamentarischer Sekretär für Arbeit und Transport, war er vom 16. Dezember 2008 bis zum 2. Februar 2011 Bildungsminister im Kabinett Somare VI. 2012 wechselte er zur Partei People’s National Congress (PNC), für die er bei der Parlamentswahl 2012 wiedergewählt wurde.
Auch bei der Parlamentswahl 2017 wurde er als Abgeordneter der PNC wiedergewählt. In der neuen Regierung unter Premierminister Peter O’Neill wurde er am 9. August 2017 zum Finanzminister ernannt. Am 11. April 2019 trat er von diesem Amt zurück, als Grund führte er Meinungsverschiedenheiten mit O’Neill bei wichtigen Themen an.
Im Mai 2019 trat Merape der Pangu Party bei.
Nach dem Rücktritt von O’Neill wurde James Marape am 30. Mai 2019 von den Parlamentsabgeordneten mit 101 zu 8 Stimmen zum neuen Premierminister von Papua-Neuguinea gewählt und sofort vereidigt. Von Oktober 2020 bis August 2022 war er zusätzlich Minister für Bougainville.
Nach der Parlamentswahl im Juli 2022 wählte ihn das Nationalparlament am 8. August mit 97 Pro-Stimmen und keiner Gegenstimme für eine weitere Amtszeit zum Premierminister. Am 9. August 2022 wurde er vereidigt. In seiner neuen Koalitionsregierung vom 23. August ist er zusätzlich Minister für Planung.